# Lanaria lanata
Lanaria lanata és l'única espècie de planta amb flors del gènere monotípic Lanaria, dins la família de les lanariàcies (Lanariaceae), també monotípica. És una planta nativa de Sud-àfrica, concretament de la zona del Cap.

## Descripció
Són plantes herbàcies vivaces amb rizomes que poden atènyer fins a 80 cm d'altura, les fulles surten d'una roseta basal, són glabres, linears, dentades i amb venació paral·lela. Les flors són petites i s'agrupen en inflorescències molt piloses, tenen sis tèpals soldats a la base i d'un color que va de malva molt clar a porpra, l'androceu és format per sis estams, al gineceu l'Ovari (botànica) és ínfer, amb tres lòculs amb dos òvuls per carpel. El fruit és una càpsula amb una única llavor de color negre per lòcul.

## Taxonomia
Aquest tàxon va ser publicat per primer cop l'any 1753 al primer volum de l'obra Species Plantarum de Carl von Linné (1707-1778), sota el nom de Hyacinthus lanatus. Posteriorment, el botànic belga Théophile Alexis Durand (1855-1912) i el suís Hans Schinz (1858-1941) van corregir el gènere i el van publicar com a Lanaria lanata al cinquè volum de l'obra Conspectus Florae Africae l'any 1895.